# Соловей, Роберт
Роберт Мартин Соловей (англ. Robert Martin Solovay; род. 15 декабря 1938, Бруклин) — американский математик, работающий в области теории множеств, много лет занимал должность профессора в Калифорнийском университете в Беркли.
Получил степень доктора философии в Чикагском университете в 1964 году под руководством Саундерса Маклейна, защитив диссертацию на тему «Функториальная форма дифференцирующей теоремы Римана — Роха». Известные ученики — Хью Вудин и Мэттью Форман.

## Вклад в науку
Среди наиболее известных достижений, показывающих (относительно существования недоступных кардиналов), что утверждение: «каждое множество вещественных чисел является измеримым по Лебегу» согласуется с теорией множеств Цермело — Френкеля без аксиомы выбора, а также исключающее понятие 0#. Соловей доказал, что существование вещественно-численного измеримого кардинала является эквипостоянным при существующем измеримом кардинале. Он также доказал, что {\displaystyle \lambda } является строго лимитированным сингулярным кардиналом большим, чем строго малый кардинал, тогда {\displaystyle 2^{\lambda }=\lambda ^{+}} сохраняется. В другой важной работе он доказал, что если {\displaystyle \kappa } является бессчётным постоянным кардиналом, а {\displaystyle S\subseteq \kappa } — постоянным множеством, то {\displaystyle S} может быть разложено на объединение {\displaystyle \kappa } разъединённых постоянных множеств.
В 1970-е годы наряду с Даной Скоттом и Петром Вопенкой (чеш. Petr Vopěnka) разработал теорию булевозначных моделей, ставшую значительным направлением в нестандартном анализе.
Имеет ряд достижений и за пределами теории множеств; с Фолькером Штрассеном разработал тест простоты Соловея — Штрассена, который используется для идентификации больших натуральных чисел, являющихся с высокой вероятностью простыми, и который имел важные последствия для развития компьютерной криптографии.

## Награды
В 2003 году Роберт Соловей, Фолькер Штрассен, Гарри Миллер и Михаэль Рабин получили премию Париса Канеллакиса за вклад в разработку метода вероятностной проверки простоты чисел.

## Избранные публикации
- Соловей, Роберт М. Модель теории множеств, в которой каждое множество вещественных чисел является измеримым по Лебегу // Анналы математики. Второе издание : журнал. — 1970. — Т. 92. — С. 1—56.
- Соловей, Роберт М. Неконструктивируемое Δ13 множество целых чисел // Труды Американского математического сообщества : журнал. — 1967. — Т. 127. — С. 50—75. — doi:10.2307/1994631.
- Соловей, Роберт М. и Фолькер Штрассен. Быстрый тест Монте-Карло для простоты (англ.) // SIAM Journal on Computing[англ.] : journal. — 1977. — Vol. 6, no. 1. — P. 84—85. — doi:10.1137/0206006.